# Orquestra Filarmônica Rousse
A Orquestra Filarmónica (português europeu) ou Filarmônica (português brasileiro) Rousse (em búlgaro:  Русенска филхармония, Russenska Filarmonia) é uma orquestra da Bulgária fundada em 1948. Alguns dos maestros búlgaros que passaram pela orquestra foram Konstantin Iliev, Dobrin Petkov, Sasha Popov, Russlan Raychev, Ilia Temkov, Alexander Vladigerov, Tzanko Delibozov e Georgi Dimitrov. Desde 2005 o diretor geral de música é o maestro Nayden Todorov.
Outros célebres maestros que foram convidados a conduzir a orquestra foram Kurt Mazur, Rolf Kleinert, Carol Stria, Carlo Zecchi, Helmut Koch, Valeri Gergiev, Evgenii Svetlanov, e entr os solistas Salvatore Accardo, Ruggiero Ricci, Daniel Stefan, Svetoslav Richter, Franco Ferrara, Carlo Maria Giulini, Genady Rozdestvensky, Bruno Bartolletti, Ferdinand Leitner, Franco Petraci, Yuri Bashmet, Katya Richarelli, Robert Kohen, Igor Oistrach, Vladimir Spivakov, Jacob Zach, Michail Voscressenski, entre outros.